# 2011 SL25
2011 SL25，也可以寫為2011 SL25，是顆小的小行星，它在火星軌道後方60度的L5點，是火星 特洛伊候選者。

## 發現、軌道和物理特徵
2011 SL25 是在2011年9月21日倍位於阿根廷 Cerro Burek的Alianza S4 天文台發的，並且被小行星中心歸類為穿越火星者。它有著較高的軌道離心率（0.11）和1.52天文單位的半長軸，並有顯而易見的軌道傾角（21.5º）。迄2013年3月，只在42天的軌道弧長上觀測過76次，所以軌道尚未完全確定。2011 SL25 是一顆絕對星等19.5等的小行星，以這項特徵推斷它的直徑是575米。

## 火星特洛伊候選者和軌道演化
目前的計算顯示它是在L5點的穩定火星特洛伊候選者，有著18º的振幅，以1400年的週期如同天秤般矲動著。這些數值以及短期項的軌道演化都與(5261) 尤里卡相似。

## 起源
長期的數值的積分顯示它的軌道在10億年的時間尺度上是很穩定的。計算顯示至少在45億年內它是穩定，但它現在的軌道顯示在完整的太陽系歷史中，它並非火星在動力學上的夥伴。

## 火星特洛伊
L4 ：
- (121514) 1999 UJ7

L5 ：
- (5261) 尤里卡
- (101429) 1998 VF31
- 2001 DH47
- (311999) 2007 NS2
- 2011 SC191
- 2011 UN63

候選者：
- 2011 SL25

## 外部連結
- http://www.minorplanetcenter.net/db_search/show_object?object_id=2011+SL25（页面存档备份，存于） data at MPC.
- http://hamilton.dm.unipi.it/astdys2/index.php?pc=1.1.0&n=2011+SL25（页面存档备份，存于） data at AstDyS-2.